# Turn 10 Studios
Turn 10 Studios è una casa produttrice di videogiochi di Redmond, USA, composta da sviluppatori di videogiochi interni alla Xbox Game Studios. L'azienda sviluppa giochi di corse per le console Xbox e dal 2016 per Windows 10.

## Giochi prodotti
| Anno | Titolo                                  | Piattaforma/e | Piattaforma/e | Piattaforma/e |
| ---- | --------------------------------------- | ------------- | ------------- | ------------- |
| 2005 | Forza Motorsport                        | Xbox          | Xbox          | Xbox          |
| 2007 | Forza Motorsport 2                      | Xbox 360      | Xbox 360      | Xbox 360      |
| 2009 | Forza Motorsport 3                      | Xbox 360      | Xbox 360      | Xbox 360      |
| 2011 | Forza Motorsport 4                      | Xbox 360      | Xbox 360      | Xbox 360      |
| 2012 | Forza Horizon                           | Xbox 360      | Xbox 360      | Xbox 360      |
| 2013 | Forza Motorsport 5                      | Xbox One      | Xbox One      | Xbox One      |
| 2014 | Forza Horizon 2                         | Xbox One      | Xbox One      | Xbox One      |
| 2015 | Forza Horizon 2 Presents Fast & Furious | Xbox One      | Xbox One      | Xbox One      |
| 2015 | Forza Motorsport 6                      | Xbox One      | Xbox One      | Xbox One      |
| 2016 | Forza Motorsport 6: Apex                | Xbox One      | Windows 10    | Windows 10    |
| 2016 | Forza Horizon 3                         | Xbox One      | Windows 10    | Windows 10    |
| 2017 | Forza Motorsport 7                      | Xbox One      | Windows 10    | Windows 10    |
| 2018 | Forza Horizon 4                         | Xbox One      | Windows 10    | Windows 10    |
| 2019 | Forza Street                            | Windows       | iOS           | Android       |
| 2021 | Forza Horizon 5                         | Xbox Series X | Windows       | Windows       |
| 2023 | Forza Motorsport                        | Xbox Series X | Windows       | Windows       |